# ویلهلم کایم
ویلهلم کایم (آلمانی: Wilhelm Keim؛ زادهٔ ۱ دسامبر ۱۹۳۴) یک شیمی‌دان اهل آلمان است.